# Bagber
Bagber – wieś w Anglii, w hrabstwie Dorset. Leży 25 km na północ od miasta Dorchester i 169 km na południowy zachód od Londynu.